# Orden y Justicia
Orden y Justicia (en lituano: Partija tvarka ir teisingumas, PTT), anteriormente Partido Liberal Democrático (Liberalr Demokratų Partija, LDP), fue un partido político nacional-conservador en Lituania. 
Fundado como "Partido Liberal Democrático" en 2002, el partido logró un éxito casi inmediato con la elección de su líder Rolandas Paksas como Presidente de Lituania en su primer año. El impeachment de Paksas llevó a que el partido se reorganizara a sí mismo como "Orden y Justicia" para competir en las elecciones parlamentarias de 2004. Desde entonces, fue el cuarto partido más grande en el Seimas. Hasta 2019, sus eurodiputados formaron parte del Grupo Europa de la Libertad y la Democracia Directa.
Su apoyo es más fuerte se encontraba en la región de Samogitia.
En 2020, el presidente del partido Remigijus Žemaitaitis firmó un acuerdo con el presidente de la Unión Lituana por la Libertad (Liberales), Artūras Zuokas y el exdiputado Arturas Paulauskas para unir sus movimientos políticos y formar el partido Libertad y Justicia.